# Roberto Curti
Roberto Curti est un critique cinématographique et essayiste italien né à Parme (Émilie-Romagne) en 1971.

## Biographie
Il est l'un des premiers à tenter une systématisation et une problématisation du cinéma de genre mondial (selon Alberto Pezzotta le premier à lancer « une enquête sérieuse et raisonnée » sur le poliziottesco), avec une attention particulière portée à la production italienne des années 1960 et 1970 et au cinéma de marge, caractérisé par une abondance de sexe et de violence, comme le film de cannibales, le giallo ou le snuff movie. Son travail se caractérise par une approche multidisciplinaire et une attention aux aspects historiques et sociologiques liés aux genres et aux courants examinés : selon le critique Mauro Gervasini : « Curti fait ce qui doit être fait : il utilise le cinéma pour parler d'autre chose. Sur nous, la société, le monde et l'histoire ».
Depuis 2002, il collabore à la rédaction de l'encyclopédie du cinéma Il Mereghetti. Il a collaboré aux magazines Segnocinema, Cinecritica, et au webzine canadien Offscreen. Depuis 2000, il écrit sur Nocturno Cinema, pour lequel il a édité des hors-série sur le cinéma fantastique espagnol et sur le réalisateur Jesús Franco . Depuis 2009, il est rédacteur en chef du mensuel Blow Up où il écrit sur le cinéma, la musique et la littérature, et écrit une rubrique sur le roman noir et le roman policier. Avec Alessio Di Rocco, il crée le blog Visioni proibite, consacré à une analyse approfondie de la censure cinématographique.
Depuis 2013, il collabore avec la maison d'édition américaine McFarland, pour laquelle il a publié des monographies sur le cinéma policier italien, sur le cinéma gothique italien (en trois volumes), des biographies critiques des réalisateurs Tonino Valerii et Riccardo Freda et le volume Mavericks of Italian Cinema, dédié à huit figures particulières du cinéma italien (Pier Carpi, Alberto Cavallone, Riccardo Ghione, Giulio Questi, Brunello Rondi, Paolo Spinola, Augusto Tretti, Nello Vegezzi (it))
Il s'occupe également de gastronomie et de vin, en contribuant au site web du journaliste Luciano Pignataro (it), avec une chronique sur le cinéma et la nourriture, et au site web de la Gambero Rosso Channel, et il a publié une biographie du chef toscan Francesco Bracali publiée aux États-Unis.

## Œuvres

### Essais
- (it) Corrado Farina (Nocturno Libri, Milano 2000) con Davide Pulici
- (it) Sex and Violence. Percorsi nel cinema estremo (Lindau, Torino 2003; 2007; 2015) con Tommaso La Selva
- (es)James Coburn. El samurai del Oeste (Diputaciòn de Almería, Almería 2005)
- (it) Italia odia. Il cinema poliziesco italiano (Lindau, 2006)
- (it) Stanley Kubrick – Rapina a mano armata (Lindau, 2007)
- (it) Il mio nome è Nessuno. Lo spaghetti western secondo Tonino Valerii (Unmondoaparte, Roma 2008)
- (it) Demoni e dei. Dio, il diavolo, la religione nel cinema horror americano (Lindau, 2009)
- (it) Rock-o-Rama. Altre contaminazioni tra cinema e rock in 101 film (Tuttle Edizioni, Arezzo 2009)
- (it) Fantasmi d'amore. Il gotico italiano tra cinema, letteratura e tv (Lindau, 2011)
- (en)Italian Crime Filmography 1968-1980 (McFarland & Company, Jefferson NC 2013)
- (it) Visioni proibite. I film vietati dalla censura italiana (1947-1968) (Lindau, 2014) con Alessio Di Rocco
- (it) Visioni proibite. I film vietati dalla censura italiana (dal 1969 ad oggi) (Lindau, 2015) con Alessio Di Rocco
- (en)Italian Gothic Horror Films, 1957-1969 (McFarland & Company, Jefferson NC 2015)
- (en)Diabolika: Supercriminals, Superheroes and the Comic Book Universe in Italian Cinema (Midnight Marquee Press, Parkville MD 2016)
- (it) Hüsker Dü (Tuttle Edizioni, Arezzo 2016)
- (en)Tonino Valerii: The Films (McFarland & Company, Jefferson NC 2016)
- (en)Riccardo Freda: The Life and Works of a Born Filmmaker (McFarland & Company, Jefferson NC 2017)
- (it) Paul Roland. Il jukebox del diavolo (Tuttle Edizioni, Arezzo 2017)
- (en)Italian Gothic Horror Films, 1970-1979 (McFarland & Company, Jefferson NC 2017)
- (en + es)The Jess Franco Files, Vol. 1 (Vial Books, Barcellona 2018) con Francesco Cesari
- (en)Mavericks of Italian Cinema. Eight Unorthodox Filmmakers, 1940s - 2000s (McFarland & Company, Jefferson NC 2018)
- (en)Bracali and the Revolution in Tuscan Cuisine (McFarland & Company, Jefferson NC 2018)
- (en)Italian Gothic Horror Films, 1980-1989 (McFarland & Company, Jefferson NC 2019)
- (en)Blood and Black Lace (Auteur Publishing, 2019)
- (it)The Replacements. Bastardi senza gloria (Tuttle Edizioni, Arezzo 2021)
- (en)Elio Petri: Investigation of a Filmmaker (McFarland, Jefferson NC 2021)

### Contributions bibliographiques
- (en)Hidden Gialli, in Blood and Black Lace, a cura di Adrian Luther Smith (Stray Cat Publishing, Liskeard, Cornwall 1999)
- (en)The Tv Movies, in Art of Darkness. The Cinema of Dario Argento, a cura di Chris Gallant (FAB Press, Guildford, Surrey 2000)
- (es)Tonino Valerii, el mas clásico de los posmodernos, in Nosferatu 41-42. Euro-western, a cura di Carlos Aguilar (Donostia Kultura, San Sebastian 2002)
- (en)Mario Bava's Legacy, in The Haunted World of Mario Bava, a cura di Troy Howarth (FAB Press, Guildford, Surrey 2002)
- (es)Quatermass n°6. Antología del cine fantástico británico, a cura di Javier G. Romero (Astiberri, Bilbao 2004)
- (it) Trapianto, consunzione e morte. La malattia, la patologia e la deperibilità nel cinema di Guy Maddin, in Guy Maddin, a cura di Pier Maria Bocchi (Edizioni Cineforum, Bergamo 2004)
- (it) Another time, Another Place, in Agustí Villaronga, a cura di Pier Maria Bocchi (Edizioni Cineforum, Bergamo, 2005)
- (it) Quattro passi nel delirio ovvero le ultime frontiere del “mostruoso”, in Mostruoso. Percorsi della vertigine (audiovisiva), a cura di Massimiliano Spanu (Il Ramo d'oro, Trieste 2007)
- (es)Come in, Children…, in American Gothic. El cine de terror USA 1968-1980, a cura di Antonio José Navarro (Donostia Kultura, San Sebastian 2007)
- (es)Sexo y fantástico italiano, in Quatermass n°7. Antología del cine fantástico italiano, a cura di Javier Romero (Retroback, Granada 2008)
- (es)Encuentros muy, muy cercanos: sexo y cine de ciencia ficción, in El cine de ciencia ficción. Explorando mundos, a cura di Antonio José Navarro (Valdemar, Madrid 2008)
- (it) Un simulacro riconoscibile. Trauma, in Argento vivo. Il cinema di Dario Argento tra genere e autorialità, a cura di Vito Zagarrio (Marsilio, Venezia, 2008)
- (it) Rituali d'amore. Mandiargues e Borowczyk, dalla pagina allo schermo, in Associazioni imprevedibili. Il cinema di Walerian Borowczyk, a cura di Alberto Pezzotta (Lindau, 2009)
- (es)Fantasmas de amor. El gotico italiano entre literatura, cine y televisión, in Pesadillas en la oscuridad. El cine de terrór gotico a cura di Antonio José Navarro (Valdemar, Madrid 2010)
- (it) Un autore sommerso, in Il lungo respiro di Brunello Rondi, a cura di Stefania Parigi e Alberto Pezzotta (Edizioni Sabinae, Rieti 2010)
- (it) Crudel tiranno amor, in Divi & Antidivi: il cinema di Paolo Sorrentino a cura di Pierpaolo De Sanctis, Domenico Monetti e Luca Pallanch (Laboratorio Gutenberg, Roma 2010)
- (it) Il diabolico Dottor Satana contro le donne dal seno nudo. Jesús Franco e il Belpaese, in Il caso Jesús Franco, a cura di Francesco Cesari (Granviale, Venezia 2010)
- (it) Da “Mussolini ultimo atto” a “Un'isola” (1974-1986), in Carlo Lizzani. Un lungo viaggio nel cinema, a cura di Vito Zagarrio (Marsilio, 2010)
- (it) Le mani legate. Cinema di genere e misteri d'Italia, in Strane storie. Il cinema e i misteri d'Italia, a cura di Christian Uva (Rubbettino, Catanzaro 2011)
- (it) …Eppur si muore. Viaggio in tre movimenti ai confini tra orrore e pornografia, in Il porno espanso. Dal cinema ai nuovi media, a cura di Enrico Biasin, Giovanna Maina, Federico Zecca (Mimesis, Milano 2011) con Tommaso La Selva
- (it) Alberto Cavallone: l'occhio e la carne, in Schermi (H)ardenti. Pornocinema italiano & dintorni, a cura di Saverio Giannatempo (Profondo Rosso, Roma 2012) con Alessio Di Rocco
- (en)Color Me Blood Yellow: The Italian Giallo from the Page to the Screen, in So Deadly, So Perverse. 50 Years of Italian Giallo, Volume 1: 1963 - 1973, a cura di Troy Howarth (Midnight Marquee Press, Baltimore MD, 2015)
- (it) Vadim e il gotico, in Il cinema di Roger Vadim, a cura di Mario Gerosa (Edizioni Il Foglio, 2015)